# Крістіан Беккер
Крістіан Бекер (народився 1972 року в Крефельді) — німецький кінопродюсер. Він є співвласником компанії Rat Pack Filmproduktion разом із великою німецькою кіностудією Constantin Film.

## Біографія
Пропрацювавши багато років у кінобізнесі, у 1994 році він вступив до Мюнхенського університету телебачення та кіно, де згодом спродюсував понад 15 короткометражних фільмів, рекламних роликів та документальних фільмів, зокрема короткометражні фільми Неправильна поїздка та Живі мерці режисера Денніса Ганзеля, а також короткометражні фільми їхнього спільного друга та однокурсника Пітера Торварта Якщо це не підходить, використовуйте більший молот та Мафія, піца, малина. Він також продюсував випускні фільми, такі як Великий сміх Бенджаміна Геррманна за оповіданням Генрі Слесара та фільм Флоріана Галленбергера, лауреата премії Студентський Оскар, Quiero ser (Я хочу бути...). Жоден студент в історії Мюнхенської кіношколи ніколи не зняв стільки студентських фільмів, скільки Крістіан Беккер.
У 1997 році Бекер заснував Indigo Filmproduktion та Becker & Haeberle Filmproduktion разом із партнером Томасом Геберле, з якими він продюсував телефільм Денніса Ганзеля Привид та культові театральні постановки Торварта Бенг Бум Бенг і Якщо не підходить, використай молоток побільше. Після наступних робіт, включаючи «Kanak Attack» за романом Ферідуна Займоглу та «Сім днів до життя», Беккер у 28 років став одним із найуспішніших продюсерів німецької кіноіндустрії. У серпні 2000 року Беккер і Геберле об'єднали свою продюсерську компанію з заснованим ними ж конгломератом розваг F.A.M.E. AG і вийшли на публічний ринок Neuer Markt у Німеччині. У 2001 році Крістіан Беккер покинув Indigo та Becker & Haeberle, заснувавши Rat Pack Filmproduktion та Westside Filmproduktion разом із провідним німецьким дистриб'ютором Constantin Film та своєю тісною командою професіоналів кіновиробництва.